# 迈德韦茨基·克里斯蒂娜
迈德韦茨基·克里斯蒂娜（匈牙利語：Medveczky Krisztina，1958年4月14日—），匈牙利女子竞技体操运动员。她曾代表匈牙利获得1972年夏季奥运会体操比赛女子团体全能铜牌。她也参加了1976年夏季奥运会。